# Ivan Bijelić
Ivan Bijelić (15 de enero de 1991, Rijeka, Croacia) es un futbolista croata que juega como delantero en el NK Novigrad de la 3. HNL de Croacia. 

## Clubes
| Club        | País    | Año    |
| ----------- | ------- | ------ |
| NK Novigrad | Croacia | 2019 - |